# Tour-donjon de Clansayes
La tour donjon de Clansayes est la seule partie conservée d'un ancien château, installé de façon défensive sur un promontoire de la commune de Clansayes, département de la Drôme, dans la région Rhône-Alpes.

## Histoire
La plus ancienne mention du château de Clansayes, et de son donjon date de 1233. Le village faisait alors partie d'une seigneurie d'une trentaine de lieux, la « baronnie de Lombers », propriété d'Adhémar de Clansaye au début du XIIIe siècle. Le donjon appartiendra à la même famille, jusqu'au début du XVe siècle, lorsque la seigneurie est reprise par la baronnie de Grignan, qui la conservera jusqu'à la révolution française. Durant cette période, le donjon aura plusieurs fonctions, dont celle de prison, à partir de 1686. Puis, le château est définitivement abandonné dans les années 1770.
Au milieu du XIXe siècle, le donjon entame une seconde carrière, avec sa transformation en chapelle mariale. La statue de la Vierge ne sera installé qu'en 1859, lors de sa consécration. La tour est classée au titre des monuments historiques depuis le 15 février 2006.

## Bâtiment

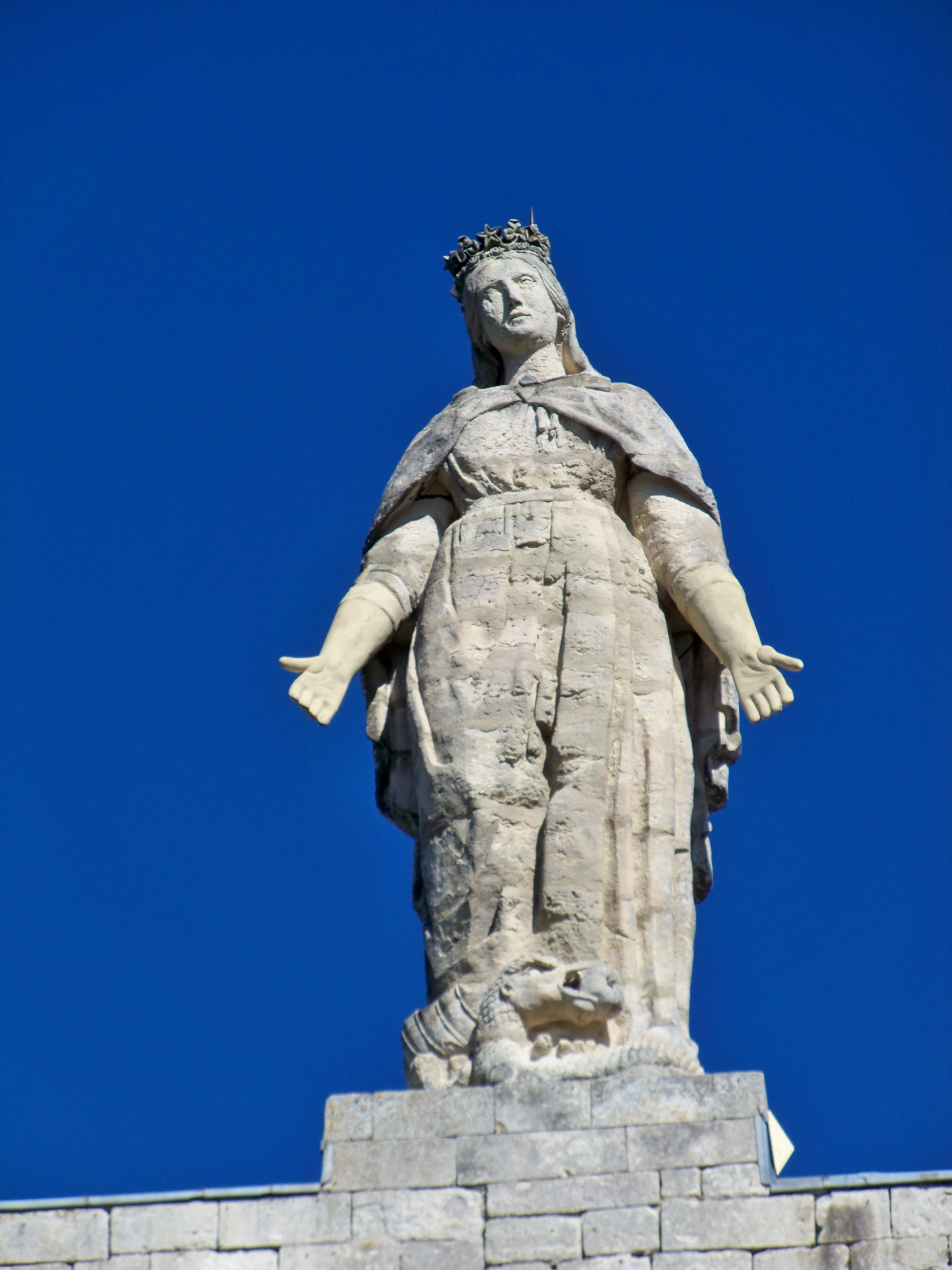
statue de la Vierge

Construite sur base carrée, au sommet d'un promontoire, la tour mesure 15 mètres de hauteur. Ses mâchicoulis sont d'un style architectural peu commun, en arc reposent sur les quatre angles par des pendentifs plats, et sur quatre contreforts placés au milieu de chaque face de la tour, donnant un plan octogonal au chemin de ronde. Les défenses de la tour sont également munies de meurtrières et de trous de visée utilisables par des arbalètes. Elle est composée de 4 étages, en plus du rez-de-chaussée. Le toit est en terrasse. La statue, au sommet de l'édifice depuis 1859, est une œuvre de deux moines de l'Abbaye d'Aiguebelle.